# Historisk tidsskrift (Danmark)
Historisk tidsskrift har getts ut sedan 1840 och är världens äldsta nationella tidskrift för historisk forskning.